# Лёгкие крейсера типа «Грауденц»
Лёгкие крейсера типа «Грауденц» — тип крейсеров германского императорского флота времён Первой мировой войны. Являлись модификацией лёгких крейсеров типа «Карлсруэ». Построено 2 единицы: «Грауденц» (SMS Graudenz) и «Регенсбург» (SMS Regensburg). Их дальнейшим развитием стали лёгкие крейсера типа «Висбаден».

## Конструкция
Крейсера типа «Грауденц» имели нормальное водоизмещение 4912 т, полное — 6382 т, длину 139 м по ватерлинии (142,7 м -максимальную), ширину 13,8 м, осадку 5,68 — 5,75 м. Имея корпус практически таких же размеров как предыдущий тип, крейсера для выработки пара имели только двенадцать военно-морских котлов (десять угольных и два нефтяных) в отличие от четырнадцати на предшественнике, вырабатывающие пар с рабочим давлением 16 атм. с поверхностью нагрева 5560 м² (на 240 м² меньше чем на предшественниках). Конструкторы обошлись тремя трубами.

### Броня
Схема броневой защиты повторяла применённую на типе «Магдебург».
Протяжённый, хотя и довольно узкий из броневой пояс 60-мм никелевой брони, в носовой части он имел толщину 18 мм, в кормовой отсутствовал, горизонтальный участок броневой палубы имел толщину 20 мм никелевой брони, скосы имели толщину 40 мм. Чуть сзади начала главного пояса проходил 40 мм носовой траверз. Комовая оконечность защищалась 40 мм палубой и 60 мм скосами. Боевая рубка имела толщину стенок из 100 мм крупповской брони, а стальную 20 мм крышу из никелевой брони. Орудия главного калибра прикрывались щитами толщиной 50 мм. Дальномер прикрывался 30 мм бронёй.

### Вооружение
Корабли были вооружены двенадцатью 105-миллиметровыми орудиями, установленными в одноорудийных установках со щитом. Два из них были помещены бок о бок впереди на баке, две на корме, впервые германском малом крейсере линейно-возвышенно, и четыре с каждой стороны в средней части корабля. Пушки имели максимальную дальность до 12 700 м. Боекомплект составлял 1800 выстрелов. Также крейсера были вооружены четырьмя 500-миллиметровыми торпедными аппаратами и могли нести до 120 мин заграждения.

### Энергетическая установка
Паровые турбины работали на 2 вала и имели проектную мощность 26 000 л. с. при 410 об/мин. Полная скорость 27,5 узла (51,0 км/ч). На крейсерах типа «Грауденц» устанавливались 12 тонкотрубных котлов военно-морского типа (десять с угольным отоплением и два с нефтяным), вырабатывающие пар с рабочим давлением 16 атм. с общей поверхностью нагрева 5560 м². На крейсерах было два турбогенератора и один дизель-генератор, которые производили электроэнергию общей мощностью 260 киловатт при напряжении 220 вольт.

## Служба
«Грауденц» — Заложен в 1912 году, спущен 25 октября 1913 года, вошёл в строй 10 августа 1914 года.
«Регенсбург» — Заложен в 1912 году, спущен 25 апреля 1914 года, вошёл в строй 3 января 1915 года.